# Östfrisisk häst

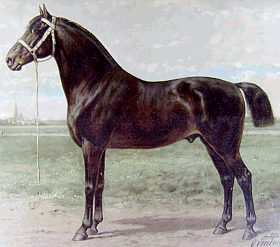
Litografi på en Östfriesisk häst från 1898.

Rasen östfrisisk häst är en numera utdöd hästras som stod till grund för en hel del tyska varmblodsraser, till exempel hannoveranare. I Tyskland kallades den östfrisiska hästen för Alt-Oldenburger (gammal oldenburgare), då den östfrisiska hästen och oldenburgaren hade samma ursprung och utvecklades parallellt.
Östfrisern var en lite tyngre varmblodshäst som användes mycket som körhäst och inom jordbruket. Man har även utvecklat en ovanlig variant av arab genom östfrisern, som man korsade med hingstar av rasen arabiskt fullblod. De tre hingstarna var Jason OX, Wind OX och Haladin OX.

## Historia
Den ostfrisiska hästen utvecklades parallellt med oldenburgaren under 1600-talet och baserades på de nobla och berömda spanska hästarna och napolitanska hästarna som importerades till Tyskland under sen medeltid.
Östfrisern blev populär under 1700-talet, då botanikern Georg Albrecht visade ett mycket stort intresse för rasen. År 1715 instiftade han den lag om att hingstar var tvungna att godkännas innan de fick bli avelshingstar och han startade ett avelsregister för rasen som innefattade hingstar av spansk, polsk, ungersk, holländsk, dansk och turkisk härkomst. I avelsregistret tillkom sedan hästar från Irland och sennerhästar, en numera utdöd hästras som levde i vilt tillstånd i Tyskland. 
Från början var de östfrisiska hästarna ädlare och lättare i typen och därför blev de inte speciellt eftertraktade bland de tyska bönderna, som ville ha kraftigare hästar som inte bara var ridhästar utan även fungerade som körhästar och inom jordbruket. För att öka efterfrågan från bönderna influerades de östfrisiska hästarna av kraftigare raser som den anglonormandiska hästen och körhästar som den brittiska Cleveland Bay-hästen. 
Efter första världskriget började samhället att mekaniseras mer och mer och den östfrisiska hästen genomgick en lång rad förändringar. Likt Oldenburgaren utavlades de konstant för att möta den konstant skiftande efterfrågan från omvärlden. Under sekelskiftet och början av 1900-talet, strax innan kriget, blev de lättare körhästar, för att sedan återigen bli tyngre när jordbruken började återuppbyggas. Oldenburgaren råkade ut för samma öde och dessa båda raser korsades även friskt med varandra ända fram till andra världskriget, då Tyskland delades.
Nu förädlades östrfrisern genom inkorsningar av arabiska fullblod. Främst använde man sig av hingstarna Jason OX, Wind OX och Halali OX som köptes ifrån Marbachstuteriet, men hingsten Cazal från Babolnastuteriet i Ungern var även en mycket viktig del i förädlandet av ostfrisern. För att få fram en lämplig ridtyp när intresset för ridsport ökade över hela världen korsade man ostfrisern med den tidens hannoveranare. 

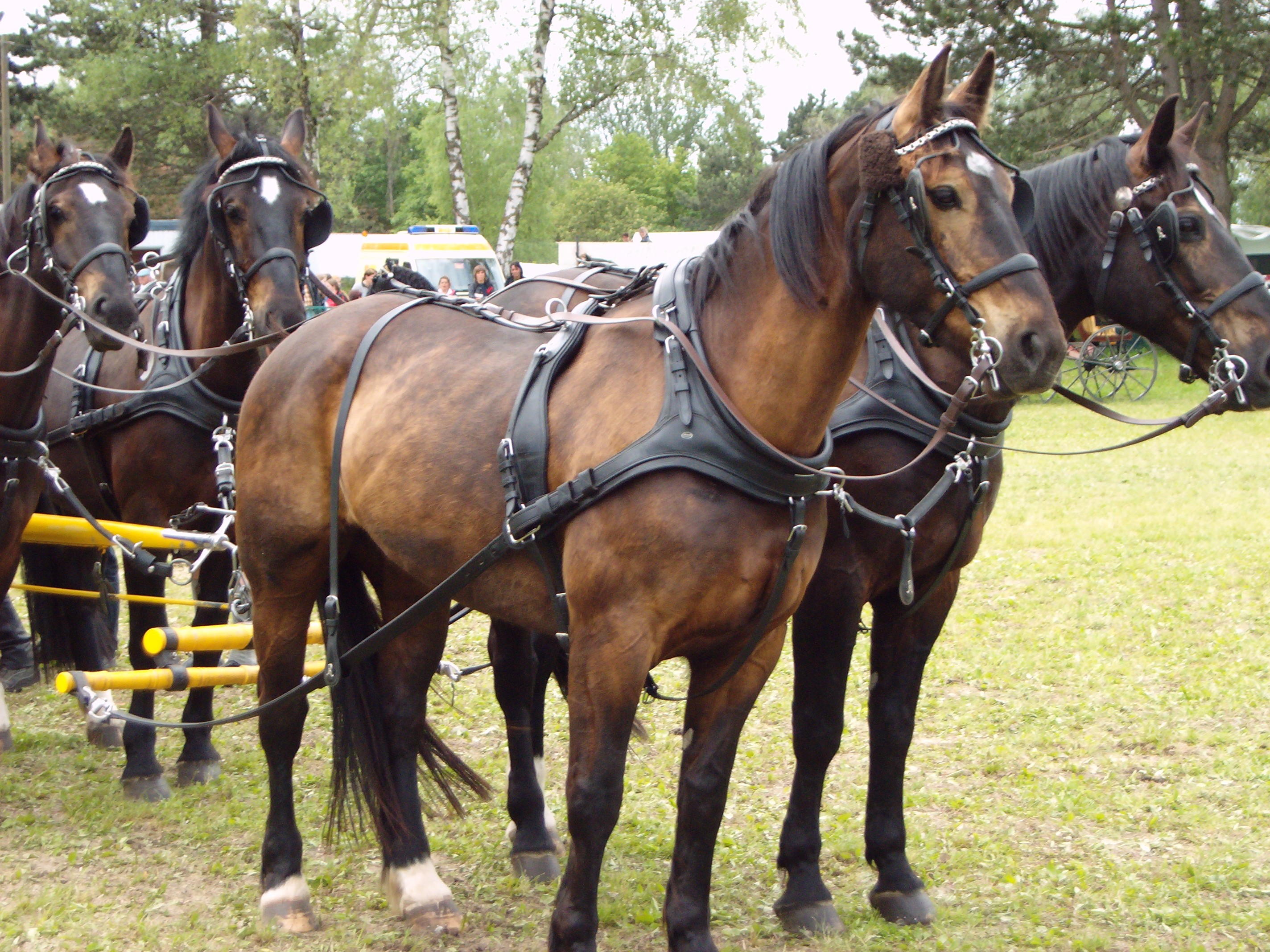
Dessa hästar är en modern återuppavlad version av den gamla östfrisiska hästen.

Men efter mitten av 1900-talet hade Tyskland redan ett flertal väl etablerade varmblodsraser som hade goda meriter från tävlingsbanorna och de östfrisiska hästarna blev överflödiga. De få östfrisiska hästar som fanns kvar registrerade man som hannoveranare istället, för att försöka föda upp rasen på nytt, då man i Tyskland redan hade ett antal varmblodsraser som ansågs bättre än östfrisern, bland annat då oldenburgaren, hannoveranare, württembergare och trakehnare.
Än idag finns dock östfrisiska hästar i Tyskland, en medelstor, kraftig ridhäst, mycket lik oldenburgaren som främst används för ridning. Östfrisiska hästar avlas även av privata uppfödare även om rasen i sig räknas vara utdöd.

## Egenskaper
Under alla århundraden så förändrades den ostfriesiska hästen kontinuerligt för att matcha den svängande efterfrågan från samhället. I regel var ostfriesern en tyngre varmblodshäst som var lämpad för körning, ridning och lättare jordbruk. De var runt 155-165 cm i storlek innan de dog ut, men bör ha varit något mindre när de först utvecklades. 
Alla hela färger förekom hos rasen och huvudet var välproportionerat med ral nosprofil, livliga ögon och stora näsborrar. Halsen var lång och visade på det spanska inflytandet genom den naturligt välvda formen. Den ostfriesiska hästen har beskrivits att ha en mycket vägvinnande skritt med långa kliv samt en mycket energisk trav med hög aktion.